# Copa de baloncesto de Italia 2016
La 48ª edición de la Copa de baloncesto de Italia (en italiano Coppa Italia y por motivos de patrocinio Beko Final Eigh) se celebró en Milán del 19 al 21 de febrero de 2016. El campeón fue el EA7 Emporio Armani Milano, logrando así un título que se le resistía desde hacía 20 años.

## Clasificación
Lograban la clasificación para disputar la Coppa Italia los ocho primeros clasificados de la Lega al final de la primera vuelta de la competición.
| - 1.Grissin Bon Reggio Emilia - 2.EA7 Emporio Armani Milano - 3.Vanoli Cremona - 4.Giorgio Tesi Group Pistoia | - 5.Dolomiti Energia Trento - 6.Banco di Sardegna Sassari - 7.Umana Reyer Venezia - 8.Sidigas Avellino |

## Cuadro final
|  | Cuartos de final      | Cuartos de final           | Cuartos de final      |                         |    | Semifinales           | Semifinales           | Semifinales           |  |   | Final                 | Final                 | Final                 |  |
|  | 19 de febrero de 2016 | 19 de febrero de 2016      | 19 de febrero de 2016 |                         |    | 20 de febrero de 2016 | 20 de febrero de 2016 | 20 de febrero de 2016 |  |   | 21 de febrero de 2016 | 21 de febrero de 2016 | 21 de febrero de 2016 |  |
|  |                       |                            |                       |                         |    |                       |                       |                       |  |   |                       |                       |                       |  |
|  |                       |                            |                       |                         |    |                       |                       |                       |  |   |                       |                       |                       |  |
|  | 1                     | Grissin Bon Reggio Emilia  | 84                    |                         |    |                       |                       |                       |  |   |                       |                       |                       |  |
|  | 1                     | Grissin Bon Reggio Emilia  | 84                    |                         |    |                       |                       |                       |  |   |                       |                       |                       |  |
|  | 8                     | Sidigas Avellino           | 94                    |                         |    |                       |                       |                       |  |   |                       |                       |                       |  |
|  | 8                     | Sidigas Avellino           | 94                    |                         | 8  | Sidigas Avellino      | 71                    |                       |  |   |                       |                       |                       |  |
|  |                       |                            |                       |                         | 8  | Sidigas Avellino      | 71                    |                       |  |   |                       |                       |                       |  |
|  |                       |                            | 5                     | Dolomiti Energia Trento | 69 |                       |                       |                       |  |   |                       |                       |                       |  |
|  | 4                     | Giorgio Tesi Group Pistoia | 5                     | Dolomiti Energia Trento | 69 | 74                    |                       |                       |  |   |                       |                       |                       |  |
|  | 4                     | Giorgio Tesi Group Pistoia |                       |                         |    |                       |                       |                       |  |   |                       |                       |                       |  |
|  | 5                     | Dolomiti Energia Trento    | 81                    |                         |    |                       |                       |                       |  |   |                       |                       |                       |  |
|  | 5                     | Dolomiti Energia Trento    | 81                    |                         |    |                       |                       |                       |  | 8 | Sidigas Avellino      | 76                    |                       |  |
|  |                       |                            |                       |                         |    |                       |                       |                       |  | 8 | Sidigas Avellino      | 76                    |                       |  |
|  |                       |                            | 2                     | EA7 Emporio Milano      | 82 |                       |                       |                       |  |   |                       |                       |                       |  |
|  | 3                     | Vanoli Cremona             | 2                     | EA7 Emporio Milano      | 82 | 97                    |                       |                       |  |   |                       |                       |                       |  |
|  | 3                     | Vanoli Cremona             |                       |                         |    |                       |                       |                       |  |   |                       |                       |                       |  |
|  | 6                     | Dinamo Sassari             | 89                    |                         |    |                       |                       |                       |  |   |                       |                       |                       |  |
|  | 6                     | Dinamo Sassari             | 89                    |                         | 3  | Vanoli Cremona        | 58                    |                       |  |   |                       |                       |                       |  |
|  |                       |                            |                       |                         | 3  | Vanoli Cremona        | 58                    |                       |  |   |                       |                       |                       |  |
|  |                       |                            | 2                     | EA7 Emporio Milano      | 90 |                       |                       |                       |  |   |                       |                       |                       |  |
|  | 2                     | EA7 Emporio Milano         | 2                     | EA7 Emporio Milano      | 90 | 88                    |                       |                       |  |   |                       |                       |                       |  |
|  | 2                     | EA7 Emporio Milano         |                       |                         |    |                       |                       |                       |  |   |                       |                       |                       |  |
|  | 7                     | Reyer Venezia              | 59                    |                         |    |                       |                       |                       |  |   |                       |                       |                       |  |
|  | 7                     | Reyer Venezia              | 59                    |                         |    |                       |                       |                       |  |   |                       |                       |                       |  |
|  |                       |                            |                       |                         |    |                       |                       |                       |  |   |                       |                       |                       |  |

## Cuartos de final

### Giorgio Tesi Group Pistoiavs.Dolomiti Energia Trento
| 19 de febrero de 2016 | Giorgio Tesi Group Pistoia                      | 74–81                                 | Dolomiti Energia Trento                 |                                                                     |  |
| 12:00 (CET)           | Parciales: 15–17, 24–20, 10–26, 25–18           | Parciales: 15–17, 24–20, 10–26, 25–18 | Parciales: 15–17, 24–20, 10–26, 25–18   |                                                                     |  |
|                       | Estadísticas Czyż 20 Czyż, Lombardi 7 Knowles 6 | Reporte Pts Reb Asts                  | Estadísticas Wright 18 Wright 9 Poeta 5 | Pabellón: Milán Árbitros: Begnis, Taurino, Weidmann Televisión: RAI |  |

### Vanoli Cremonavs.Banco di Sardegna Sassari
| 19 de febrero de 2016 | Vanoli Cremona                                     | 97–89                                              | Banco di Sardegna Sassari                          |                                                                     |  |
| 15:15 (CET)           | Parciales: 20–23, 14–6, 15–27, 28–21 (T.E.: 20–12) | Parciales: 20–23, 14–6, 15–27, 28–21 (T.E.: 20–12) | Parciales: 20–23, 14–6, 15–27, 28–21 (T.E.: 20–12) |                                                                     |  |
|                       | Estadísticas Turner 28 Washington 7 McGee 7        | Reporte Pts Reb Asts                               | Estadísticas Logan 29 Mitchell 12 Logan 8          | Pabellón: Milán Árbitros: Attard, Lamonica, Sabetta Televisión: RAI |  |

### Grissin Bon Reggio Emiliavs.Sidigas Avellino
| 19 de febrero de 2016 | Grissin Bon Reggio Emilia                         | 87–94                                 | Sidigas Avellino                           |                                                                       |  |
| 18:15 (CET)           | Parciales: 22–17, 17–27, 14–18, 34–32             | Parciales: 22–17, 17–27, 14–18, 34–32 | Parciales: 22–17, 17–27, 14–18, 34–32      |                                                                       |  |
|                       | Estadísticas Polonara 15 Golubovic 7 De Nicolao 4 | Reporte Pts Reb Asts                  | Estadísticas Veikalas 21 Cervi 8 Ragland 7 | Pabellón: Milán Árbitros: Baldini, Lo Guzzo, Seghetti Televisión: RAI |  |

### EA7 Emporio Armani Milanovs.Umana Reyer Venezia
| 19 de febrero de 2016 | EA7 Emporio Armani Milano                         | 88–59                                 | Umana Reyer Venezia                              |                                                                       |  |
| 20:45 (CET)           | Parciales: 18–10, 20–21, 28–13, 22–15             | Parciales: 18–10, 20–21, 28–13, 22–15 | Parciales: 18–10, 20–21, 28–13, 22–15            |                                                                       |  |
|                       | Estadísticas Sanders 16 McLean, Jenkins 7 Simon 4 | Reporte Pts Reb Asts                  | Estadísticas Owens 12 Ortner, Viggiano 5 Green 3 | Pabellón: Milán Árbitros: Caiazza, Mazzoni, Paternicò Televisión: RAI |  |

## Semifinales

### Dolomiti Energia Trentovs.Sidigas Avellino
| 20 de febrero de 2016 | Dolomiti Energia Trento                          | 69–71                                 | Sidigas Avellino                              |                                                                     |  |
| 18:15 (CET)           | Parciales: 16–18, 14–16, 23–21, 16–16            | Parciales: 16–18, 14–16, 23–21, 16–16 | Parciales: 16–18, 14–16, 23–21, 16–16         |                                                                     |  |
|                       | Estadísticas Forray, Wright 15 Forray 9 Wright 3 | Reporte Pts Reb Asts                  | Estadísticas Cervi, Buva 19 Leunen 12 Green 7 | Pabellón: Milán Árbitros: Bettini, Filippini, Sahin Televisión: RAI |  |

### Vanoli Cremonavs.EA7 Emporio Armani Milano
| 20 de febrero de 2016 | Vanoli Cremona                                               | 58–90                                 | EA7 Emporio Armani Milano                               |                                                                       |  |
| 20:45 (CET)           | Parciales: 17–24, 14–21, 14–31, 13–14                        | Parciales: 17–24, 14–21, 14–31, 13–14 | Parciales: 17–24, 14–21, 14–31, 13–14                   |                                                                       |  |
|                       | Estadísticas Washington 15 Nikola Dragović 6 three players 2 | Reporte Pts Reb Asts                  | Estadísticas Simon 17 Simon, Magro 9 cuatro jugadores 3 | Pabellón: Milán Árbitros: Lanzarini, Sardella, Aronne Televisión: RAI |  |

## Final
| 21 de febrero de 2016 | Sidigas Avellino                                 | 76–82                                 | EA7 Emporio Armani Milano                     |                                                                                         |  |
| 18:00 (CET)           | Parciales: 11–21, 25–22, 19–17, 21–22            | Parciales: 11–21, 25–22, 19–17, 21–22 | Parciales: 11–21, 25–22, 19–17, 21–22         |                                                                                         |  |
|                       | Estadísticas Nunnally 25 Leunen, Green 6 Green 6 | Reporte Pts Reb Asts                  | Estadísticas Sanders 17 Sanders 7 Lafayette 6 | Pabellón: Milán Árbitros: Luigi Lamonica, Manuel Mazzoni, Paolo Taurino Televisión: RAI |  |